# 聖若瑟安老院

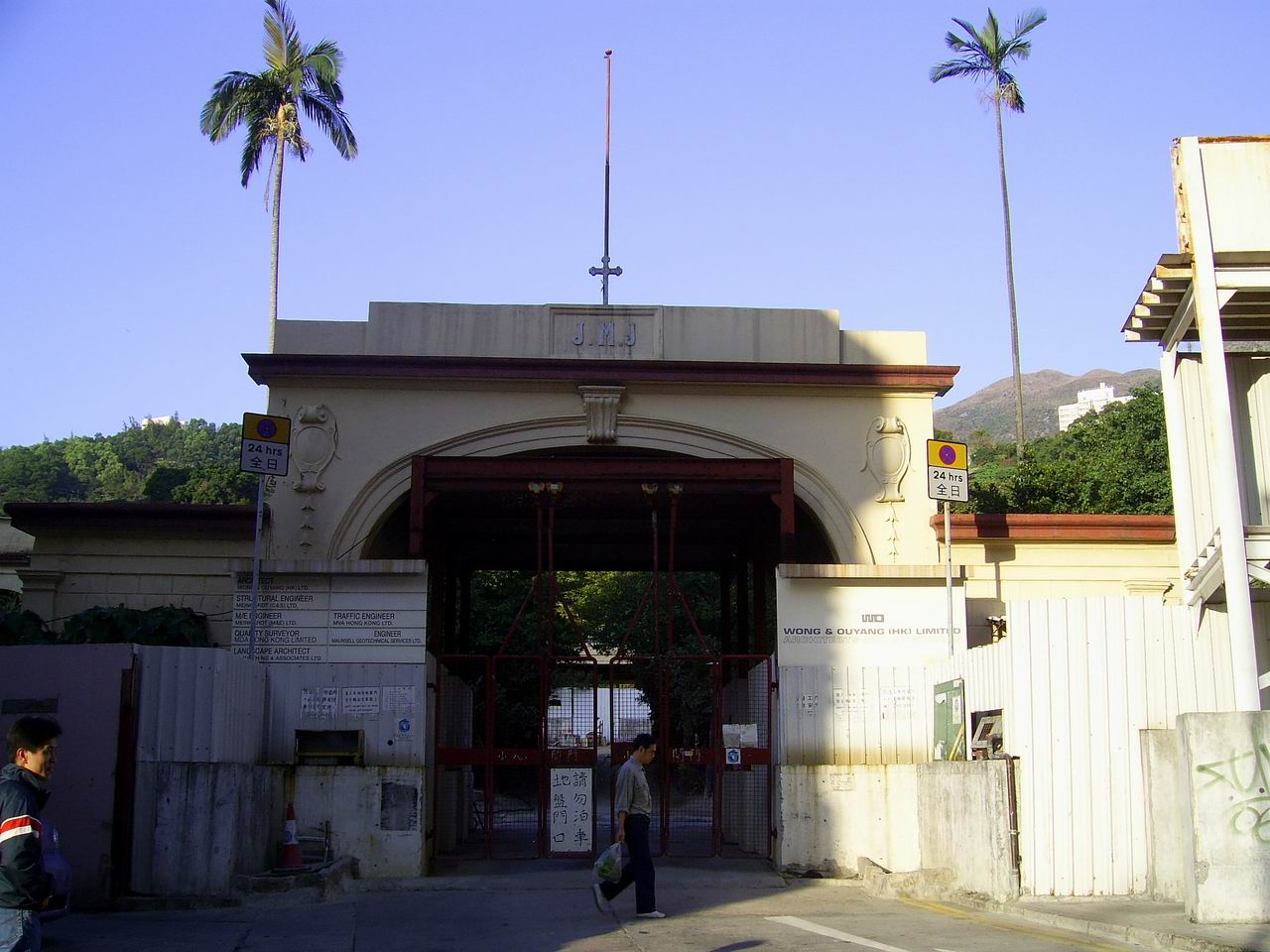
2008年的聖若瑟安老院門樓

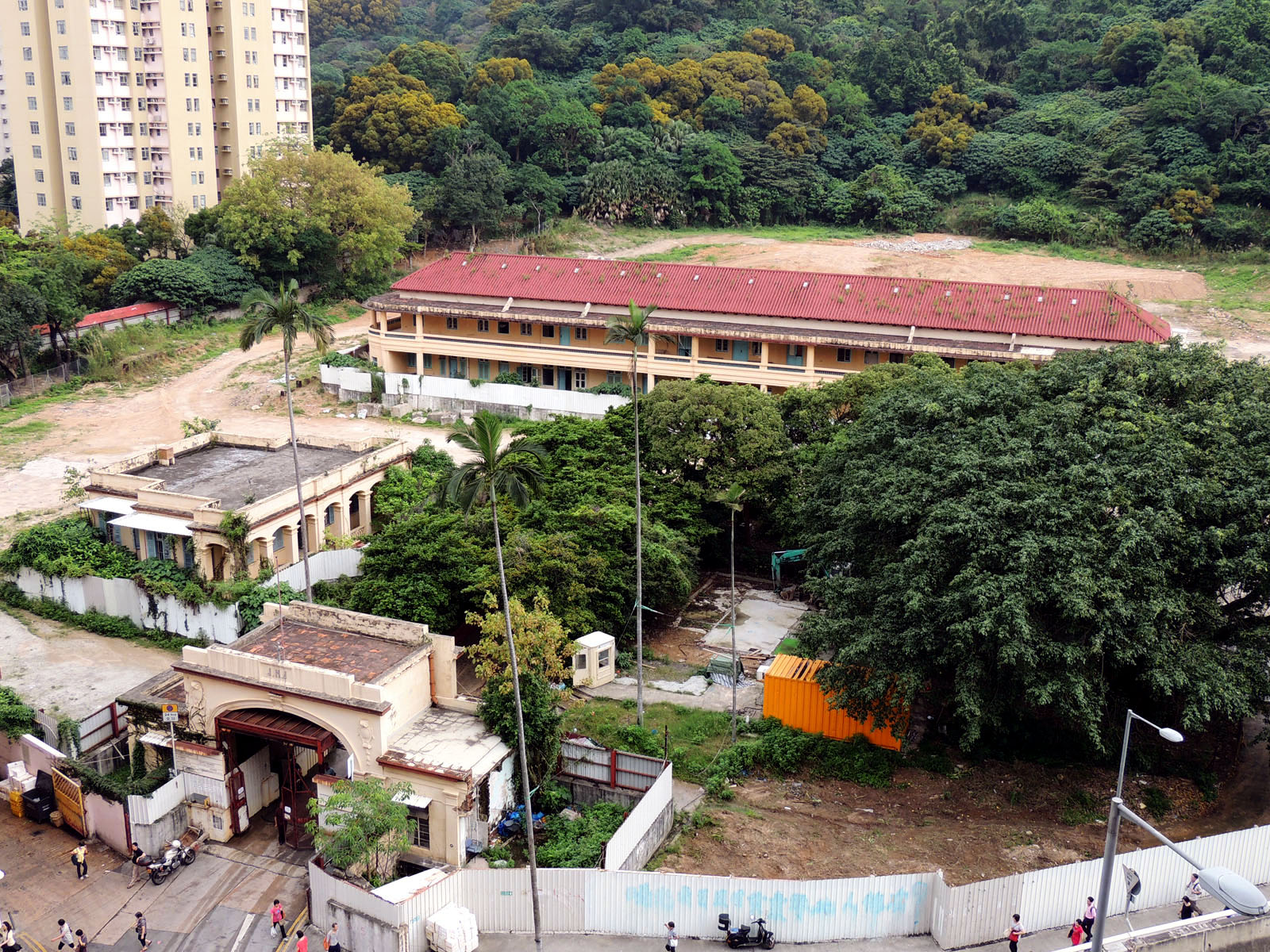
安老院現存的三項歷史建築

聖若瑟安老院（英語：St. Joseph's Home for the Aged，又名聖約瑟安老院）為位於香港九龍牛池灣清水灣道35號的一組建築群。建築群現已空置，此前則是作為安老院之用，故有現名。建築群現存之別墅、宿舍A及門樓於2010年2月4日確定為香港二級歷史建築，並獲擁有者九龍建業保留。

## 歷史
聖若瑟安老院建築群原名為「小梅村」，原為廣東富商陳賡虞的私人住宅。法國天主教團體安貧小姊妹會在1923年到香港後籌備設立它們在香港首間安老院，適逢陳賡虞在1924年去世，安貧小姊妹會就在1926年向陳賡虞遺孀購入用地及建築，並設立安老院。聖若瑟安老院是香港第一間專職安老服務的院舍，1930年代亦曾接收一些由中國大陸而來的難民。至1996年，安貧小姊妹會無力支付安老院維修及改善工程的開支，遂與香港地產發展商九龍建業達成換地協議，得以在交換所得的上水地皮興建新院舍，最終院舍在2003年11月落成啟用。
根據古物古蹟辦事處的資料，別墅約建於1919年，宿舍建於1932至1933年間，而門樓則建於1930年代中期，後兩者皆為安貧小姊妹會在該處建立安老院後加建。但按長春社研究，聖若瑟安老院用地早在1908年為陳少白所購入，並由當時已從夏威夷到香港居住的孫中山兄長孫眉經營農場。孫眉在1910年因從事反清革命活動而被香港政府驅逐出境，此後陳少白就在農場上興建住宅，但至1916年就將土地和建築售予陳賡虞。陳賡虞多次欲變更土地規劃，最終香港政府只將土地分成四幅地段，分別為三幅住宅用地及一幅花園連住宅用地；而四幅用地皆被安貧小姊妹會購入開設聖若瑟安老院。長春社的研究報告中未有證明現有別墅為陳少白所建，而古物古蹟辦事處以孫眉農場範圍不明為由否認聖若瑟安老院與農場及辛亥革命的關係。

## 建築特色

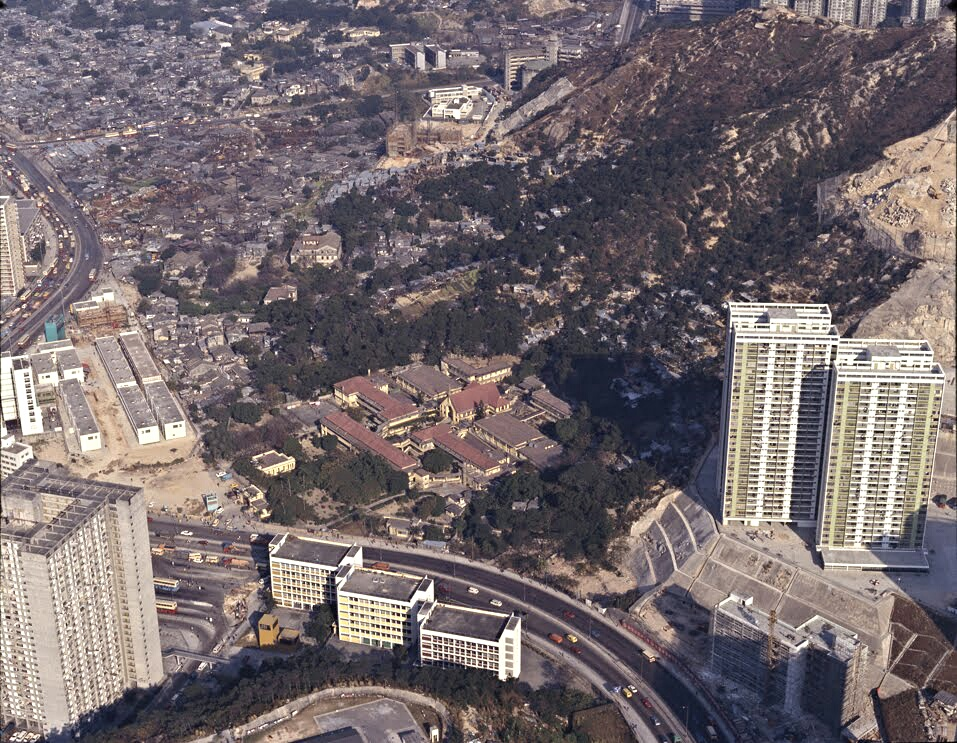
八十年代的聖若瑟安老院，下方道路為清水灣道，可見當時宿舍A後方聖堂等現已拆卸建築物

別墅為新古典建築風格的一層式平房，設計簡約對稱，並設有柱廊及半懸地庫增加建築物通風。宿舍A則是兩層長直型現代主義風格建築，外牆具橫直線條，而建築四邊角落則呈圓角，具中式瓦頂，圓柱及流線形露台。門樓則是新古典風格建築，為安老院的入口，門樓前後方皆是開闊拱門設計，並以細緻雕刻的門框及拱頂石裝飾，兩側則由多立克式壁柱構成，正面檐楣有「J·M·J」字樣，代表著耶穌基督、聖母瑪利亞及聖若瑟。
安老院原有約十座建築物，包括另外兩座宿舍及一座聖堂，其中聖堂更曾獲評為一級歷史建築，惟皆已遭拆卸。

## 報刊報導
香港華僑日報在1952年出版的《香港九龍新界旅行手冊》的第40頁對它報導的原文：
「舊名小梅村，本是富商陳賡虞一座別墅，據說，因為他的父親叫梅村，這地方就是用來紀念他父親的，所以叫小梅村。村的四邊，築了一度高而且厚的圍牆，裡面建築幾座大廈，當時中央一座供奉陳梅村（陳方）先生的遺像，左右兩旁各建西式樓宇，鋪陳十分典雅，左側另有一所安放石桌石椅，花木蕭森，是個納涼的所在。其餘地方，凡數十畝，種植花卉以供欣賞。此外還有一個噴水池，蓄養金魚數百尾。陳氏逝世後，據說，天主教教士拿十一萬港元買了此村，改成現今的安老院。」

## 區內影響
雖然聖若瑟安老院已經停用多年，但其名稱一直被附近的巴士站採用，直到2011年更名為彩雲聖若瑟小學。

### 後續發展
與安貧小姊妹會換地而獲得聖若瑟安老院土地後，九龍建業就曾在1998年以興建長者住屋為理由向城市規劃委員會申請計劃興建55至59層建築物，提供1980個單位。失敗後轉而申請改變土地用途，由「政府、機構或社區」用途改變為「住宅（甲）」，最終城規會在2003年將用地改易為「綜合發展區」。此後九龍建業繼續提交發展計劃，終在2006年獲批准發展方案，並且在2011年獲屋宇署批准圖則，包括5幢樓高59至62層的商住大廈，連基座作商場、食肆、戲院、安老院及幼稚園等用途，並提供2120個單位，同時保育門樓、宿舍A及別墅三幢歷史建築並開放予公眾作休憩空間。其相關的地基修改圖則亦在2012年獲批圖則及施工同意書，上層建築的施工同意書亦在2014年批出。然而，據報章報導，九龍建業一直因補地價金額問題而未能與政府達成共識，故工程一直拖延而未有繼續進行。
2021年1月20日，九龍建業再度提交計劃更改（規劃申請編號A/K12/42），5幢樓宇高度調整為58至59層，保留基座設計，同時大幅增加供應單位數至5005個，惟單位平均面積因而大降。另外一個設計改變是取消了交通交匯處的設計，故計劃遭到附近居民反對。
而在以上更改申請尚未獲批之際，九龍建業於2021年10月29日公布，以96.58億元完成項目的補地價，以項目最高可建樓面216.32萬方呎計，每方呎補價4464元。

## 鄰近
- 港鐵彩虹站B出口
- 牛池灣街市
- 牛池灣文娛中心
- 彩虹邨
- 牛池灣村

## 外部連結
维基共享资源上的相關多媒體資源：聖若瑟安老院